# Josip Marčelić

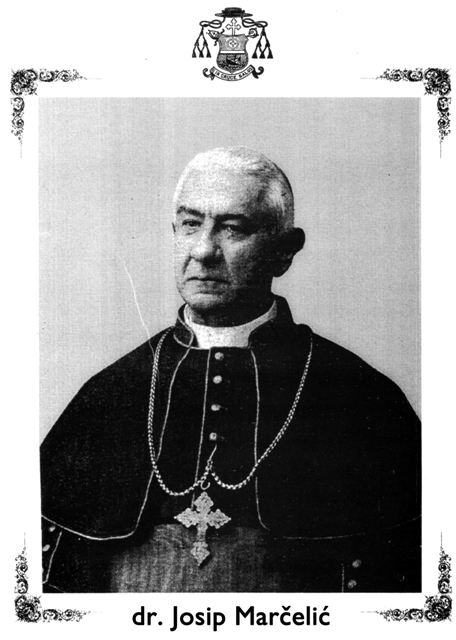
Josip Marčelić, Bischof von Dubrovnik 1893–1928

Josip Grgur Marčelić (* 23. März 1847 in Preko, Kroatien, damals Kaisertum Österreich; † 31. August 1928 in Dubrovnik, Kroatien, damals Königreich der Serben, Kroaten und Slowenen) war römisch-katholischer Priester und Bischof von Dubrovnik.

## Leben
Josip Grgur (Josef Gregor) Marčelić wurde in Preko auf der Insel Ugljan, Kroatien (damals Königreich Dalmatien), geboren. Nach dem Abitur trat er in das erzbischöfliche Priesterseminar in Zadar ein. Er studierte in Wien und wurde am 25. September 1870 in Zadar zum Priester geweiht. Er wurde Regens des Priesterseminars in Dubrovnik.
Am 16. Januar 1893 ernannte ihn Papst Leo XIII. zum Apostolischen Administrator von Kotor und gleichzeitig zum Titularbischof von Tanis. Konsekriert wurde er am 12. Februar 1893 durch den Erzbischof von Zadar, Grgur Rajčević. Am 18. Mai 1894 wurde er Bischof von Dubrovnik.
Mit Dekret vom 24. Januar 1909 errichtete Bischof Josip Marčelić die Armee des Heiligsten Herzens Jesu zur Bekämpfung der Blasphemie. Die Jesuiten, deren Kolleg 1773 aufgehoben worden war, holte er 1910 zurück und stellte ihnen ein Haus zur Verfügung. Im Juni 1913 berief er die Kapuziner nach Dubrovnik und vertraute ihnen das Heiligtum Unsere Liebe Frau der Barmherzigkeit an. 1923 ließ er ihnen ein neues Klostergebäude bauen, da das alte Gebäude zu verfallen drohte. 1917 begründete er zusammen mit Marija Petković die franziskanische Kongregation der Töchter der Barmherzigkeit. Am Fest Mariä Verkündigung (25. März 1919) wurde die Ordenskommunität ins Leben gerufen, deren Aufgabe es sein sollte „die jungen Mädchen aus der Gegend zu unterrichten und auszubilden“; 1928 wurde diese Gemeinschaft diözesanen Rechts kanonisch errichtet. Schwester Marija vom Gekreuzigten Jesus wurde am 6. Juni 2003 in Dubrovnik von Papst Johannes Paul II. seliggesprochen.
Sein Engagement für die sozial Schwachen zeigte er in der Einrichtung von Suppenküchen 1906 und eines Hauses als Zuflucht für ledige Mägde und deren Kinder 1894. Während des Ersten Weltkriegs war er Präsident des Roten Kreuzes.
Bischof Josip Marčelić starb im Alter von 81 Jahren und wurde auf seinen Wunsch in seinem Heimatort Preko auf der Insel Ugljan beigesetzt.